# 6155 Yokosugano
6155 Yokosugano è un asteroide della fascia principale. Scoperto nel 1990, presenta un'orbita caratterizzata da un semiasse maggiore pari a 2,5285156 UA e da un'eccentricità di 0,1789015, inclinata di 4,09338° rispetto all'eclittica.